# Іллі (Вастселійна)
Іллі (ест. Illi) — село в Естонії, входить до складу волості Вастселійна, повіту Вирумаа.

## Галерея

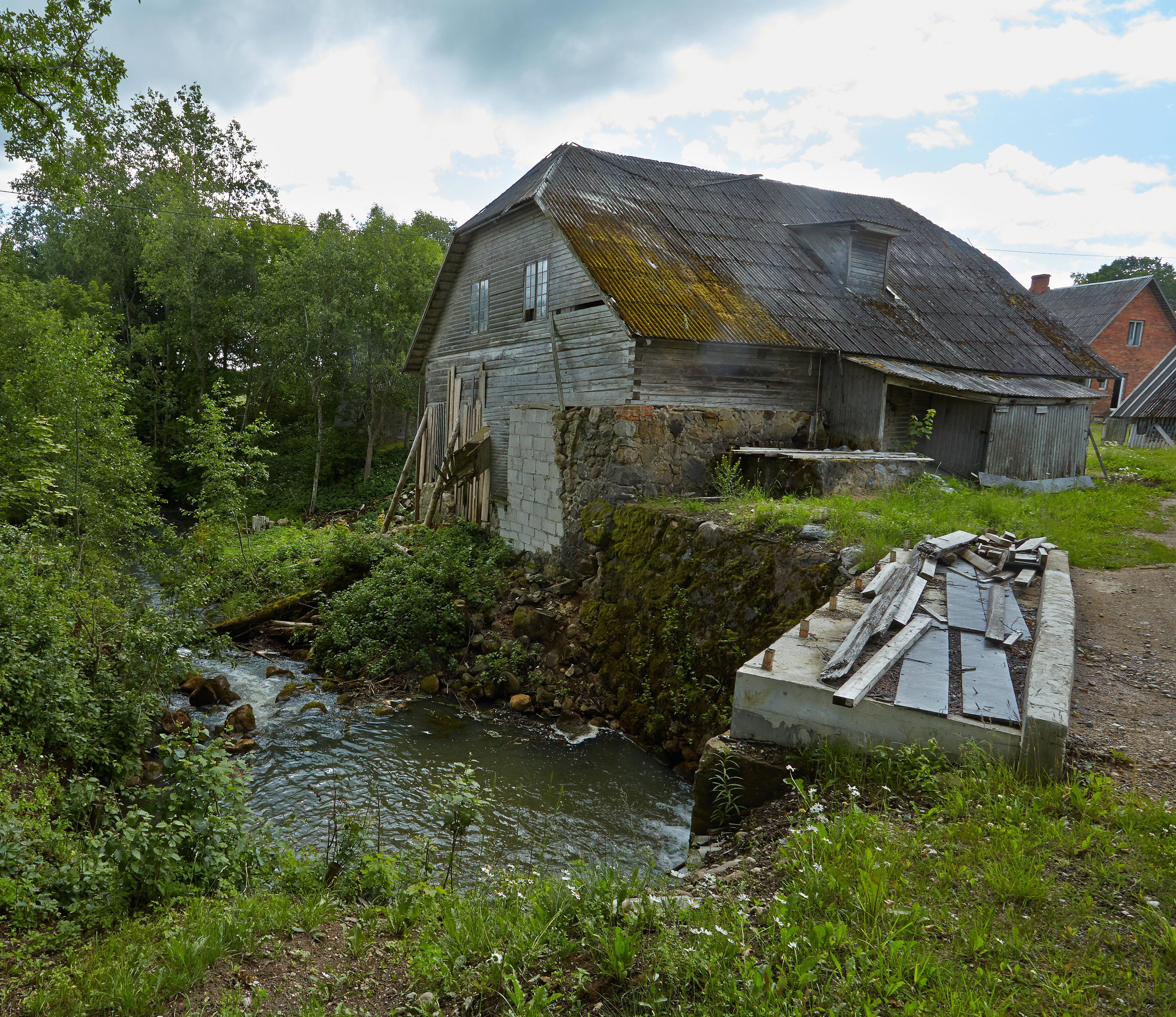
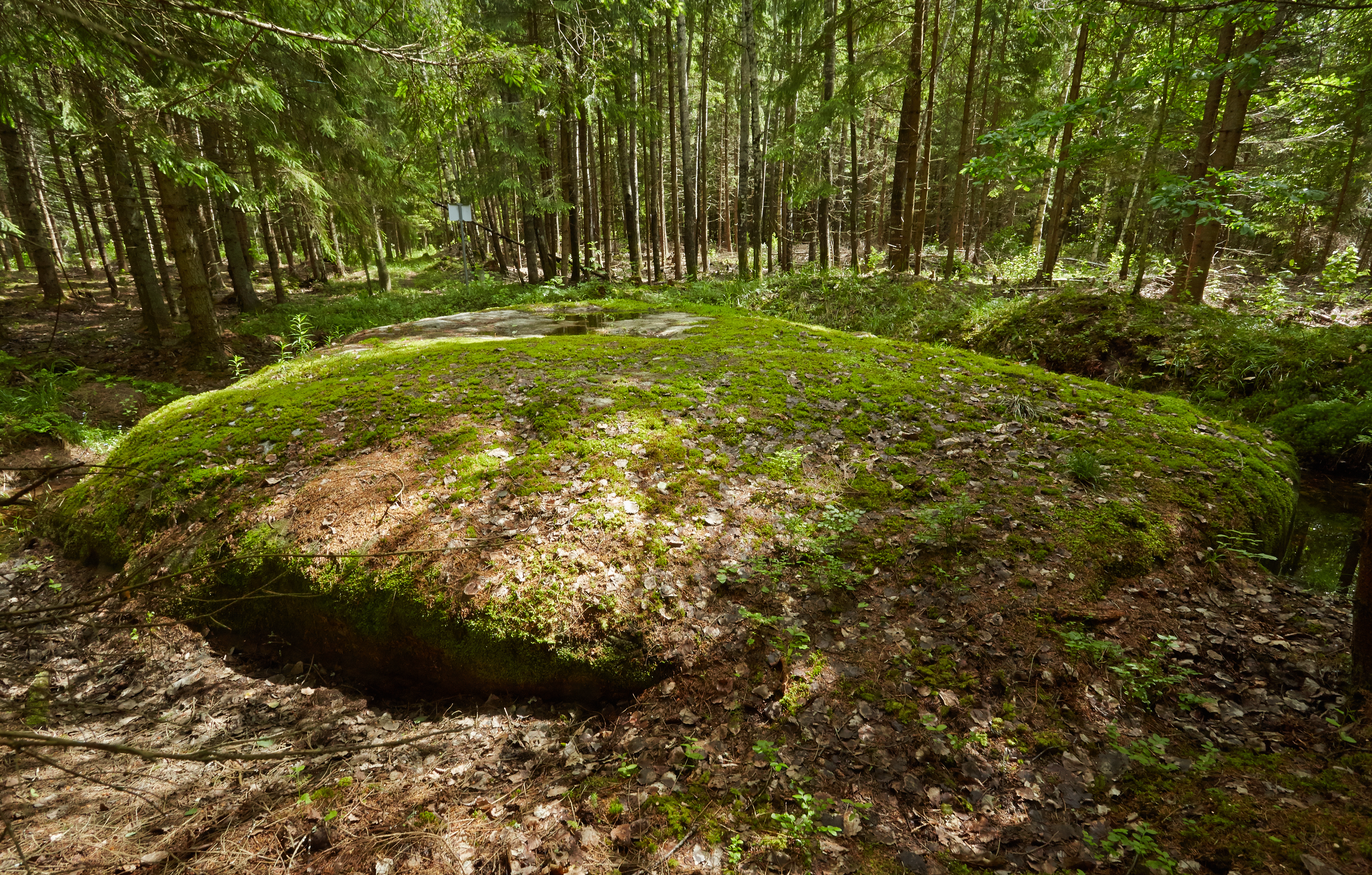
Лаґ'яківі